# Титан (Донецьк)
ПФК «Титан» — український футбольний клуб з міста Донецька. Виступав у другій лізі чемпіонату України. Заснований у 2002 році.

## Історія
У 2002 році власник корпорації «Случ» Микола Драч заснував спортивний клуб «Титан» і відтоді є його незмінним президентом. У 2006 команда посіла 3 місце серед клубів вищої ліги чемпіонату Донецької області. У 2007 році на основі спортивного клубу «Титан» створено професіональний футбольний клуб «Титан», що отримав професіональний статус і можливість грати в чемпіонаті України серед команд 2-ї ліги.
У сезоні 2007/08 клуб фінішував 12-м серед команд групи «Б» другої ліги, у сезоні 2008/09 — 9-м.
Професійний футбольний клуб «Титан» Донецьк не виконав постанову XVIII Конференції Професіональної футбольної ліги України та Центральної Ради Професіональної футбольної ліги України від 07.07.2009 р. № 16 про оплату гарантійної частини заявочного внеску для участі в змаганнях сезону 2009—2010 років. Згідно з цим, постановою Центральної Ради ПФЛ України команда знята зі змагань сезону 2009—2010 років, а клуб виключений зі складу Професіональної футбольної ліги.

## Відомі гравці
- Андрій Рябой
- Сергій Басов
- Артем Барановський
- Тимофій Листопад
- Сергій Погодін